# Les Bordes (Loiret)
Les Bordes és un municipi francès, situat al departament del Loiret i a la regió de Centre – Vall del Loira. L'any 2007 tenia 1.671 habitants.

## Demografia

### Població
El 2007 la població de fet de Les Bordes era de 1.671 persones. Hi havia 675 famílies, de les quals 192 eren unipersonals (108 homes vivint sols i 84 dones vivint soles), 204 parelles sense fills, 239 parelles amb fills i 40 famílies monoparentals amb fills.
La població ha evolucionat segons el següent gràfic:
Habitants censats

### Habitatges
El 2007 hi havia 835 habitatges, 695 eren l'habitatge principal de la família, 86 eren segones residències i 54 estaven desocupats. 782 eren cases i 39 eren apartaments. Dels 695 habitatges principals, 493 estaven ocupats pels seus propietaris, 182 estaven llogats i ocupats pels llogaters i 20 estaven cedits a títol gratuït; 5 tenien una cambra, 33 en tenien dues, 129 en tenien tres, 205 en tenien quatre i 323 en tenien cinc o més. 552 habitatges disposaven pel capbaix d'una plaça de pàrquing. A 311 habitatges hi havia un automòbil i a 341 n'hi havia dos o més.

### Piràmide de població
La piràmide de població per edats i sexe el 2009 era:
| Homes | Edats   | Dones |
| ----- | ------- | ----- |
| 0     | 95 o +  | 0     |
| 0     | 90 a 94 | 8     |
| 16    | 85 a 89 | 24    |
| 8     | 80 a 84 | 8     |
| 44    | 75 a 79 | 28    |
| 36    | 70 a 74 | 40    |
| 36    | 65 a 69 | 32    |
| 16    | 60 a 64 | 44    |
| 12    | 55 a 59 | 4     |
| 44    | 50 a 54 | 60    |
| 92    | 45 a 49 | 68    |
| 48    | 40 a 44 | 44    |
| 44    | 35 a 39 | 32    |
| 60    | 30 a 34 | 52    |
| 60    | 25 a 29 | 44    |
| 56    | 20 a 24 | 48    |
| 72    | 15 a 19 | 64    |
| 40    | 10 a 14 | 40    |
| 40    | 5 a 9   | 48    |
| 32    | 0 a 4   | 32    |

## Economia
El 2007 la població en edat de treballar era de 1.096 persones, 858 eren actives i 238 eren inactives. De les 858 persones actives 808 estaven ocupades (461 homes i 347 dones) i 50 estaven aturades (25 homes i 25 dones). De les 238 persones inactives 83 estaven jubilades, 70 estaven estudiant i 85 estaven classificades com a «altres inactius».

### Ingressos
El 2009 a Les Bordes hi havia 709 unitats fiscals que integraven 1.742 persones, la mediana anual d'ingressos fiscals per persona era de 19.888,5 €.

### Activitats econòmiques
Dels 64 establiments que hi havia el 2007, 1 era d'una empresa extractiva, 1 d'una empresa alimentària, 1 d'una empresa de fabricació d'elements pel transport, 1 d'una empresa de fabricació d'altres productes industrials, 11 d'empreses de construcció, 15 d'empreses de comerç i reparació d'automòbils, 8 d'empreses de transport, 6 d'empreses d'hostatgeria i restauració, 2 d'empreses d'informació i comunicació, 1 d'una empresa financera, 3 d'empreses immobiliàries, 8 d'empreses de serveis, 1 d'una entitat de l'administració pública i 5 d'empreses classificades com a «altres activitats de serveis».
Dels 19 establiments de servei als particulars que hi havia el 2009, 1 era una oficina de correu, 2 tallers de reparació d'automòbils i de material agrícola, 1 guixaire pintor, 1 fusteria, 5 lampisteries, 1 electricista, 2 perruqueries, 4 restaurants i 2 agències immobiliàries.
Dels 4 establiments comercials que hi havia el 2009, 2 eren botiges de menys de 120 m², 1 una botiga de menys de 120 m² i 1 una fleca.
L'any 2000 a Les Bordes hi havia 9 explotacions agrícoles que ocupaven un total de 152 hectàrees.

## Equipaments sanitaris i escolars
L'únic equipament sanitari que hi havia el 2009 era una farmàcia.
El 2009 hi havia una escola elemental. Les Bordes disposava d'un col·legi d'educació secundària amb 463 alumnes.

## Poblacions més properes
El següent diagrama mostra les poblacions més properes.